# Partes por billón
Partes por mil millones (ppb del inglés parts per billion) es una unidad de medida con la que se mide la concentración. Se refiere a la cantidad de unidades de una determinada sustancia (agente, etc.) que hay por cada mil millones de unidades del conjunto. En ocasiones, se traduce incorrectamente como partes por billón, en referencia al billion anglosajón (véase billón), que equivale a mil millones, o sea, 1 000 000 000, o bien 109, en notación científica. Por ejemplo, en mil millones de granos de arroz, si se pintara uno de negro, este grano representaría una (1) parte por mil millones. Se abrevia como "ppb".
Es de uso relativamente frecuente en la medida de la concentración de compuestos químicos muy diluídos, así como de sustancias que se encuentran a nivel de trazas, como las impurezas o los contaminantes.
Las unidades más comunes en las que se usan son las siguientes:
| ppbm = μg × kg–1 (microgramo - µg) ppbv = μg × dm–3 ppbv = µg × litro–1 | ppbm = ng × g–1 (nanogramo - ng) ppbv = ng × mL–1 |  |

*Nota: Se pone una v o una m al final según se trate de partes en volumen o en masa.